# Строу, Джек
Джек Строу (также Джек Стро или Джек-Соломинка, англ. Jack Straw; умер в июне 1381, Лондон, Королевство Англия) — один из лидеров крестьянского восстания в Англии в 1381 году (наряду с Уотом Тайлером и Джоном Боллом). Возглавил толпу повстанцев в Эссексе и повёл её на Лондон; там встретился с королём Ричардом II, которому изложил свои требования. После разгрома восстания был казнён. В историографии существует мнение, что это вымышленный персонаж.

## Биография
О жизни Джека Строу до восстания почти ничего не известно. Straw по-английски означает "солома", и это может быть указанием на профессию кровельщика; согласно Томасу Уолсингему, Строу был священником, по версии некоторых учёных — странствующим проповедником. В начале лета 1381 года, когда весь юго-восток Англии охватило крестьянское восстание, вызванное усилением налогового гнёта, Джек примкнул к этому движению. Известно, что он встал во главе толпы, собравшейся перед церковью Святой Марии в городке Грейт-Баддоу (Эссекс), и двинулся на Лондон. Перед столицей Строу объединил свои силы с повстанцами из других графств и стал одним из руководителей восстания в целом — наряду с Уотом Тайлером и Джоном Боллом. 14 июня он участвовал во встрече с королём Ричардом II у Майл-Энда. Строу предъявил монарху свои требования — отменить крепостничество и повинности вилланов, уволить скомпрометировавших себя советников.
Переговоры не имели никаких последствий. В тот же вечер повстанцы ворвались в Тауэр и учинили расправу над своими врагами на улицах Лондона. Строу возглавлял людей, которые сожгли дом сэра Роберта Хелза, казначея, к тому моменту уже убитого. 15 июня Тайлер был смертельно ранен во время новой встречи с королём, и, согласно Жану Фруассару, повстанцев после этого возглавили Строу и Болл. Правительственные войска одержали лёгкую победу. Строу был схвачен в Лондоне и казнён без суда. Уолсингем включил в свою хронику текст его «Исповеди» — признания, сделанного на допросе перед казнью. Строу рассказывает, что восставшие планировали «захватить короля, а всех рыцарей и феодалов, которые в свите были, убить». Далее предполагалось, используя имя Ричарда II, установить контроль над всей Англией, истребить баронов, рыцарей и церковников (из духовенства должны были остаться только нищенствующие монахи), установить общность имущества и равенство, потом убить и монарха, а страну разделить на маленькие королевства в границах графств. Историки отмечают, что это наиболее радикальный вариант планов повстанцев: ни Уот Тайлер, ни Джон Болл не собирались убивать короля, обобществлять имущество и проводить децентрализацию власти. Исследователь Дмитрий Петрушевский предположил, что программа, сформулированная Строу, не была известна основной массе восставших.

## Память и мнения учёных
У историков нет уверенности в том, что Строу существовал на самом деле. Об этом человеке пишут Фруассар и его младший современник Томас Уолсингем, подчёркивающий  важную роль Строу в восстании. Однако ещё один хронист той эпохи, лестерский аббат Генри Найтонский, утверждает, что Джек Строу — всего лишь псевдоним, а Ричард Фокс (умер в 1448), ссылаясь на очевидцев событий 1381 года, отождествляет Строу с неким Джоном Тайлером из Дартфорда (Кент), убившим сборщика налогов в начале крестьянского возмущения.
Исследователь Фридрих Бри посвятил этой проблеме отдельную статью, опубликованную в 1906 году. Он предположил, что Строу никогда не существовал и что под этим именем могли скрываться в отдельные моменты сам Уот Тайлер или другой предводитель повстанцев Джон Уорв. Современные историки согласны в том, что Джек, если он и был реальным человеком, играл второстепенную роль в восстании по сравнению с Тайлером.
Джек Строу фигурирует в произведениях современных ему поэтов — Джона Гауэра («Глас вопиющего») и Джеффри Чосера («Кентерберийские рассказы»). Он стал главным героем пьесы «Жизнь и смерть Джека Строу», впервые поставленной в 1593 году в Лондоне и написанной, возможно, Джорджем Пилом, одним из персонажей поэмы «Уот Тайлер», написанной в 1922 году советским поэтом Андреем Глобой. Советская писательница Зинаида Шишова сделала Строу центральным персонажем своего романа «Джек-Соломинка» (1943), он действует в повести Еремея Парнова «Под ливнем багряным» (1988). Современный британский политик из лейбористской партии Джон Уайтекер Стро в память о руководителе восстания взял себе имя Джек.